# Kälen

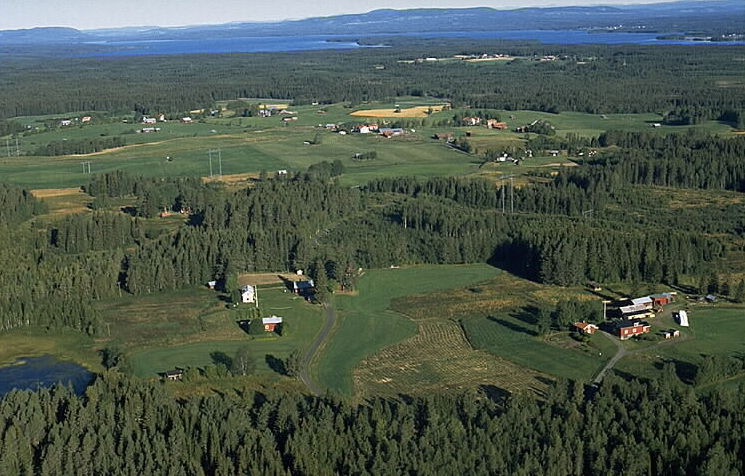
Flygfoto över Kälen från 1996.

Kälen är en bebyggelse på Rödön, Krokoms kommun, Jämtlands län. 
Kälen är ett gammalt samhälle som ligger 1 km västsydväst om Krokom
Starten av den kortare sträckning av skidloppet Krokomturen går centralt i byn årligen februari/mars.